# Freedom Fighters (serie)
Freedom Fighters är en superhjältegrupp i  tecknade serier från förlaget DC Comics. Figurerna kommer ifrån företaget Quality Comics, som hade gått i konkurs. Gruppen dök för första gången upp i oktober 1973, och serien skrevs av Len Wein och ritades av Dick Dillin. En egentitlad serietidning hade premiär i april 1976, skriven av Gerry Conway och Martin Pasko.